# Мост Сен-Луи
Мост Сен-Луи́ (фр. Pont Saint-Louis) — мост в центре Парижа, соединяет два острова на Сене — западный остров Ситэ с восточным островом Сен-Луи, от которого и получил название. Установлен в 1968—1970 годах. По своей конструкции: балочный однопролётный стальной мост длиной 67 м и шириной 16 м. В 2012 году автомобильное движение по мосту было остановлено, и мост стал пешеходным. Популярное место выступления уличных артистов и музыкантов.

## История
Нынешний мост является седьмым в этом месте между двух островов:
- первый мост был деревянным, назывался Сен-Ландри (Saint-Landry) и просуществовал недолго, с 1630 по 1634 годы;
- в 1717 году деревянный мост был восстановлен, имел семь арок, назывался Красным, по цвету использованной краски; был снесён наводнением 1795 года;
- в 1804 году под руководством инженера Дюмустье́ (Dumoustier) был выстроен новый двухарочный мост, 70 м в длину и 10 м в ширину, в основном дубовый; был снесён в 1811 году из-за просадки грунта;
- новый подвесной мост с 1842 года;
- 20 лет спустя висячий мост заменили металлическим одноарочным с длиной пролёта в 64 м; разрушен в 1939 году;
- в 1941 году его сменила мостовая конструкция в виде металлической клетки из железа;
- в 1968 году начали устанавливать нынешний мост; открыт для движения в 1970 году.

## Расположение
| Расположение моста на Сене       | Расположение моста на Сене | Расположение моста на Сене     |
| -------------------------------- | -------------------------- | ------------------------------ |
| Вниз по течению: Аркольский мост |                            | Вверх по течению: Мост Турнель |